# Xanthocephalum
Xanthocephalum es un género de plantas con flores perteneciente a la familia  Asteraceae. Comprende 38 especies descritas y solo 4 aceptadas. Se encuentra en los Estados Unidos.

## Taxonomía
El género fue descrito por Carl Ludwig Willdenow y publicado en Der Gesellschaft Naturforschender Freunde zu Berlin Magazin für die neuesten Entdeckungen in der Gesammten Naturkunde 1(2): 140. 1807.

## Especies seleccionadas
A continuación se brinda un listado de las especies del género Xanthocephalum aceptadas hasta junio de 2012, ordenadas alfabéticamente. Para cada una se indica el nombre binomial seguido del autor, abreviado según las convenciones y usos.
- Xanthocephalum benthamianum Hemsl.
- Xanthocephalum centauroides Willd.
- Xanthocephalum durangense M.A.Lane
- Xanthocephalum eradiatum (M.A.Lane) G.L.Nesom
- Xanthocephalum gymnospermoides (A.Gray) Benth. & Hook.f.
- Xanthocephalum humile (Kunth) Benth. & Hook.f.
- Xanthocephalum megalocephalum Fernald